# Ostwestfalendamm
Der Ostwestfalendamm ist die autobahnähnlich ausgebaute Bielefelder Stadtschnellstraße im Verlauf der Bundesstraße 61. Umgangssprachlich wird er auch „OWD“ oder „Ossi“ genannt.
Er führt vom Ende des Ostwestfalentunnels ab der Auffahrt Ernst-Rein-Straße bis zur A 33 in Bielefeld-Brackwede. Zuletzt wurde am 5. Dezember 2012 das 1,4 Kilometer lange Teilstück vom Südring in Brackwede bis zur A 33 (AS Bielefeld-Zentrum) für den Verkehr freigegeben.

## Ostwestfalentunnel
Der 535 m lange Ostwestfalentunnel, der über eine Röhre für jede Fahrtrichtung verfügt, führt von der Kreuzung Eckendorfer Straße / Walther-Rathenau-Straße unter der Bahnlinie Hannover-Ruhrgebiet hindurch zum Beginn des Ostwestfalendamms in Höhe der Auffahrt Ernst-Rein-Straße. Im Tunnel gilt eine Höchstgeschwindigkeit von 60 km/h, die mit festen Radarkontrollen in beiden Richtungen überwacht wird. Die Baukosten des Tunnels betrugen laut Angaben der Stadt Bielefeld etwa 70 Millionen Euro. Im Jahre 2006 wurde der Tunnel erweitert, um neue und moderne Technik zu installieren.

## Lärmschutz
Die innerstädtische Lage führt zu einer Problematik durch Lärmemissionen. Neben baulichen Maßnahmen (z. B. Lärmschutzwände) wurde dieser nach politischem Druck aus der Bevölkerung und der Gründung von Bürgerinitiativen durch eine Geschwindigkeitsreduzierung in den Innenstadtlagen in den Nachtstunden begegnet.

## Frühere Planungen
Der Ostwestfalendamm wurde als Entlastungsstraße für die Bielefelder Innenstadt geplant. Von Westen kommend wurde der Verkehr bis dato über den Bielefelder Pass geführt und landete mitten in der Innenstadt. Der Bau sollte den zunehmenden innerstädtischen Verkehr entlasten. Die Ausführung als vier- bis sechsspurige Straße führte zu einer Schneise mitten durch die Stadt entlang der Bahntrasse und wurde als Planung einer verkehrsgerechten Stadt verstanden. Diese Verkehrsbündelung hat Auswirkungen auf viele innerstädtische Wohnquartiere. Für den Bau wurden 120 Häuser abgerissen, in der damaligen Zeit eine empfindliche Minderung des Wohnungsangebots sowie Anlass zu Wohnungsspekulation und dem Verfall von Häusern, die von den Planungen betroffen waren. Die zusätzlichen Lärm- und Abgasemissionen sowie die einseitige Verkehrspolitik pro Auto wurden in vielen Teilen der Bevölkerung kritisiert und führten im Endeffekt auch zur Etablierung der „Bunten Liste“ in das Bielefelder Stadtparlament. In der Planungsphase sollte der dritte Bauabschnitt 1994 abgeschlossen sein, die letzten Anbindungen sollten jedoch erst im zweiten Jahrzehnt des 21. Jahrhunderts erstellt werden.
Der Ostwestfalendamm war in den 1970er-Jahren Bestandteil der Planungen einer Bundesautobahn 47. Der Ostwestfalentunnel war Bestandteil einer ebenfalls nicht realisierten Bundesautobahn 35. Die Verbindung zwischen Ostwestfalendamm und Ostwestfalentunnel in einer langgezogenen Kurve sowie der Überflieger an der Abfahrt „Ernst-Rein-Straße“ sind die einzig realisierten Teile eines dort geplanten Autobahnkreuzes. Nach endgültiger Aufgabe der Verkehrsplanungen war auch die Neuerrichtung eines Fußballstadions für den Verein Arminia Bielefeld auf der dort dadurch freiwerdenden Fläche in den 1990er-Jahren diskutiert worden.

## Bilder

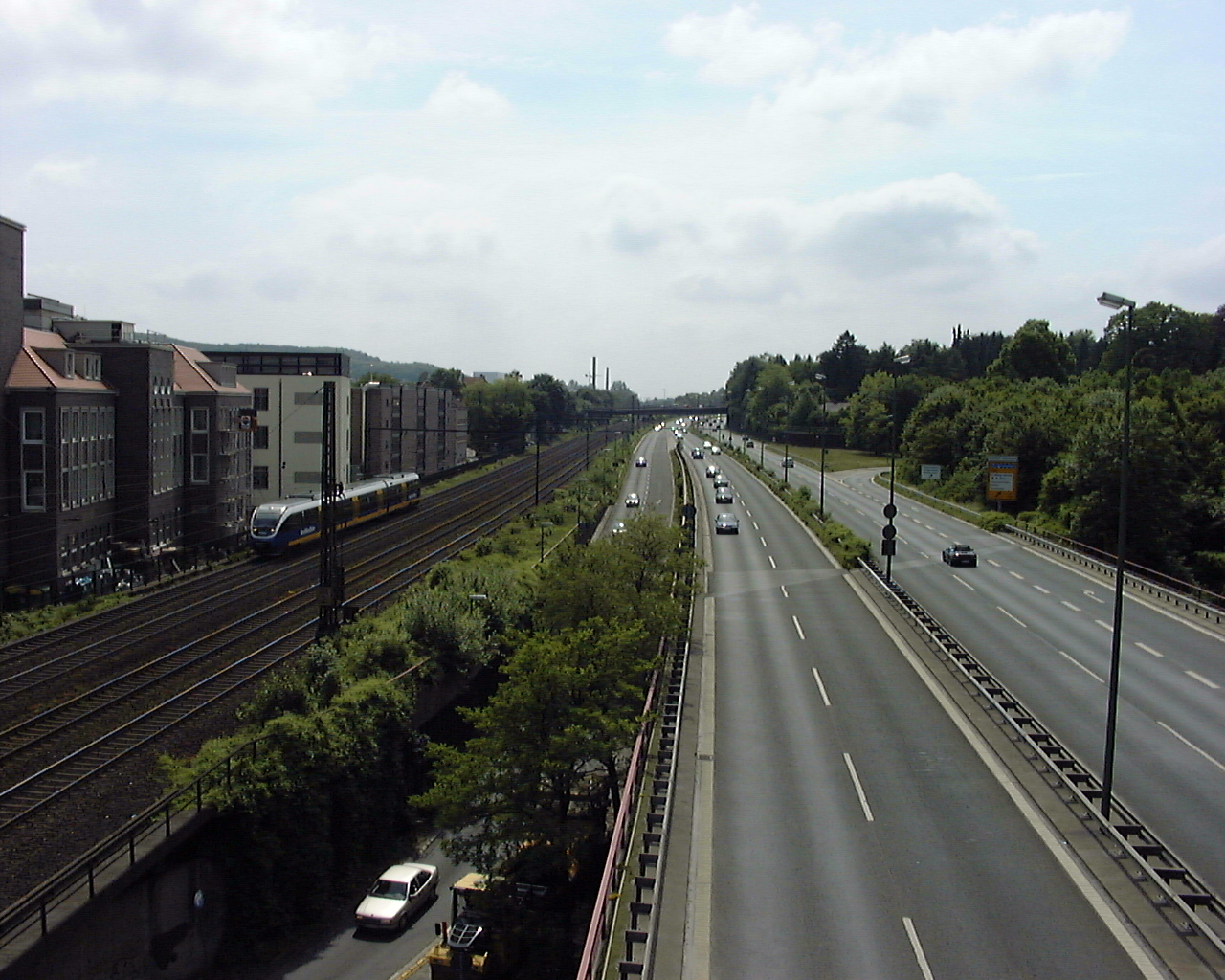
Ostwestfalendamm vom Fußgängerüberweg auf Höhe der Oetker-Werke Richtung Süden gesehen
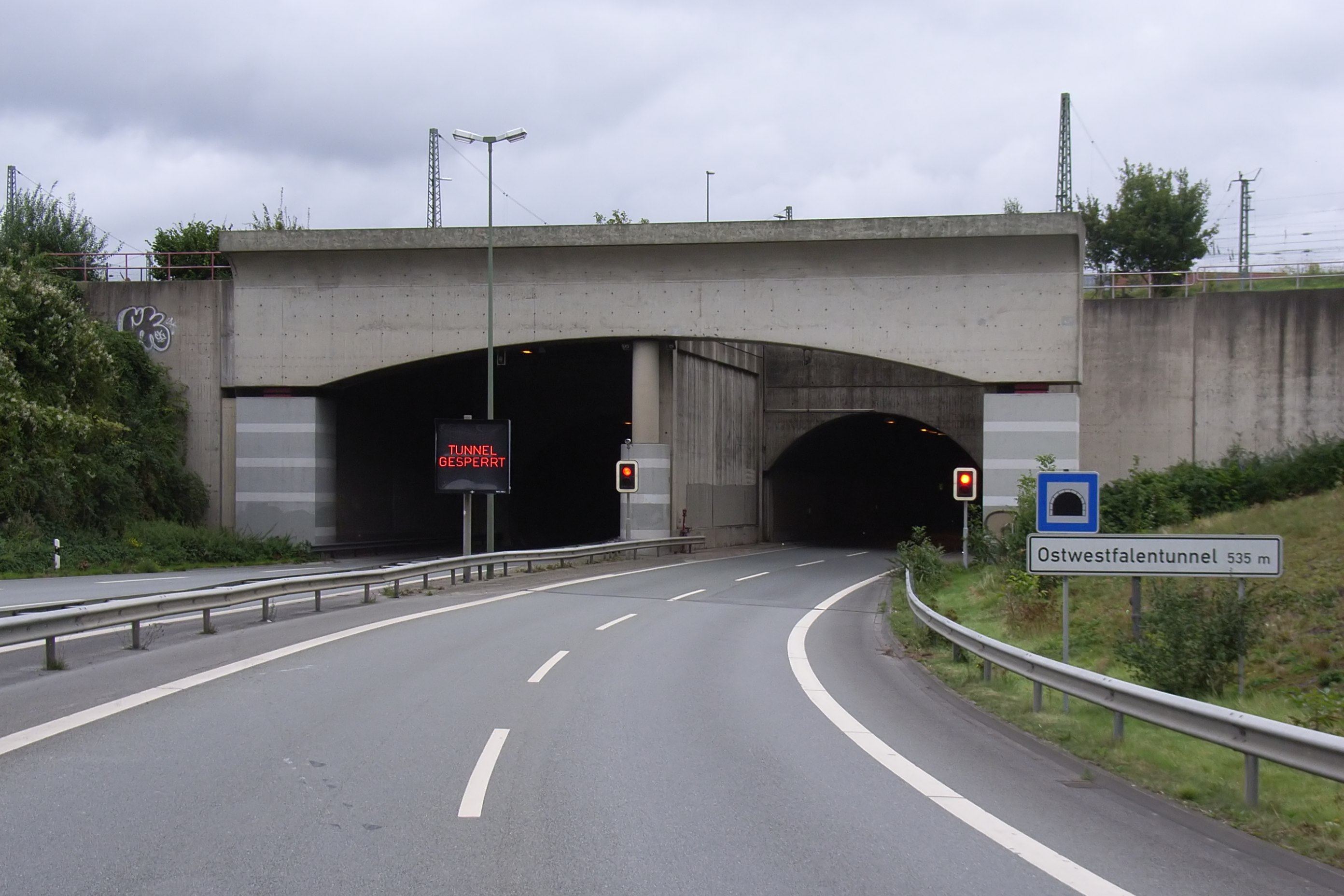
Westliche Ausfahrt des Ostwestfalentunnels
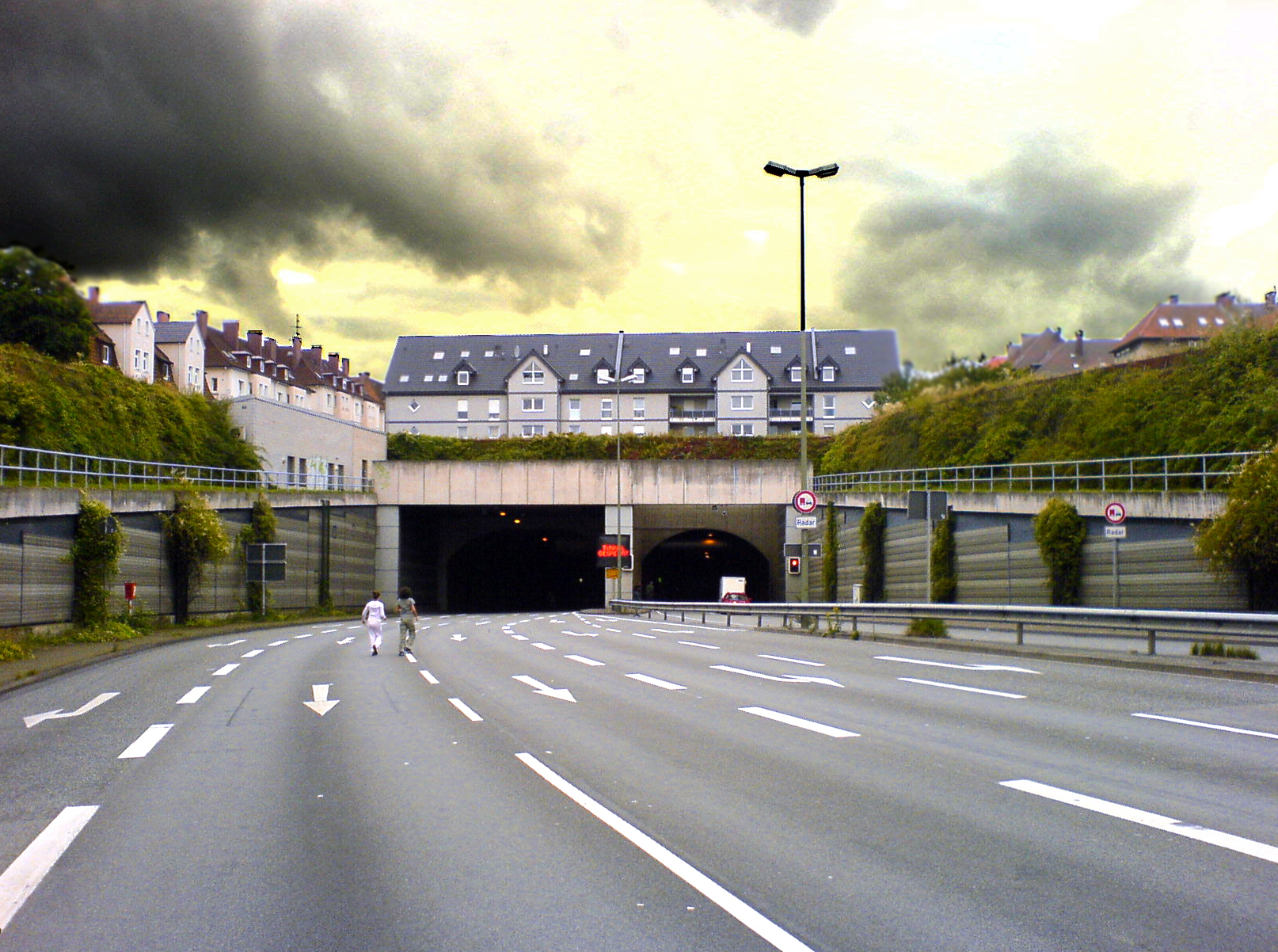
Östliche Ausfahrt des Ostwestfalentunnels

## Veranstaltungen auf dem Ostwestfalendamm
Seit 2003 führte das Stadtmarketing der Stadt Bielefeld jedes Jahr im September auf dem Ostwestfalendamm einen Run & Roll Day durch. Dafür wurde der Ostwestfalendamm einen Tag lang für den Autoverkehr gesperrt. Diese Veranstaltung war ein Wettrennen für Läufer und Skater. 2019 fand die Veranstaltung zum letzten Mal in dieser Ausführung statt, ehe sie (nach einer pandemiebedingten Pause) 2022 durch einen Lauf durch die Innenstadt ersetzt wurde.